# Resolution (Schiff, 1893)
Die Resolution, auch HMS Resolution, war ein Schlachtschiff (Einheitslinienschiff) der Royal-Sovereign-Klasse, das in den 1890er-Jahren für die Royal Navy gebaut wurde.

## Geschichte
Die Resolution wurde am 14. Juni 1890 auf Kiel gelegt, am 28. Mai 1892 vom Stapel gelassen und im November 1893 fertig gestellt. Die Baukosten betrugen 953.817 Pfund Sterling.
Am 5. Dezember 1893 wurde sie in Portsmouth für den Einsatz im Kanalgeschwader in Dienst gestellt. Auf der Fahrt nach Gibraltar kurz nach ihrer Indienststellung geriet sie bei schlechtem Wetter stark ins Rollen und war gezwungen, nach Irland und dann zur Reparatur nach Devonport zurückzukehren. Anfang August 1894 nahm die Resolution an den jährlichen Manövern in den süd-west Küste Englands teil. Am 18. Juli 1896 kollidierte sie mit ihrem Schwesterschiff HMS Repulse und erlitt leichte Schäden an Panzerung und Kiel. Vom 24. Juli 1896 bis zum 30. Juli 1896 nahm sie erneut an den jährlichen Manövern teil. Am 26. Juni 1897 nahm die Resolution an der Flottenschau in Spithead anlässlich des Diamantenen Thronjubiläums von Queen Victoria teil. Vom 29. Juli 1899 bis zum 4. August 1899 nahm sie als Teil der „Flotte A“ an den jährlichen Manövern im Atlantik teil. Am 9. Oktober 1901 wurde sie in Portsmouth abgemustert und der Reserve unterstellt. Am 17. November 1901 wurde sie von Kapitän James Goodrich wieder in Dienst gestellt, um in Holyhead als Wachschiff eingesetzt zu werden. Am 16. August 1902 nahm sie an der Flottenschau in Spithead anlässlich der Krönung von König Edward VII. teil. [11] Am 8. April 1903 wurde das Schiff erneut in die Reserve versetzt, um sich einer Überholung zu unterziehen. Nach Abschluss der Arbeiten wurde die Resolution am 5. Januar 1904 wieder in Dienst gestellt, um die HMS Sans Pareil als Hafenwachschiff in Sheerness abzulösen. Am 20. Juni 1904 wurde sie in die Flottenreserve nach Chatham verlegt. Am 15. Juli 1906 kollidierte sie während eines Manövers in der Nähe des Feuerschiffs Tongue Lightship mit der Ramillies. Am 12. Februar 1907 wurde Resolution zur Special Service Division der Home Fleet in Devonport abkommandiert. Am 8. August 1911 wurde sie von der Marineliste gestrichen und schließlich am 2. April 1914 für 35.650 Pfund an F. Rijsdijk zum Abwracken verkauft.

## Technik

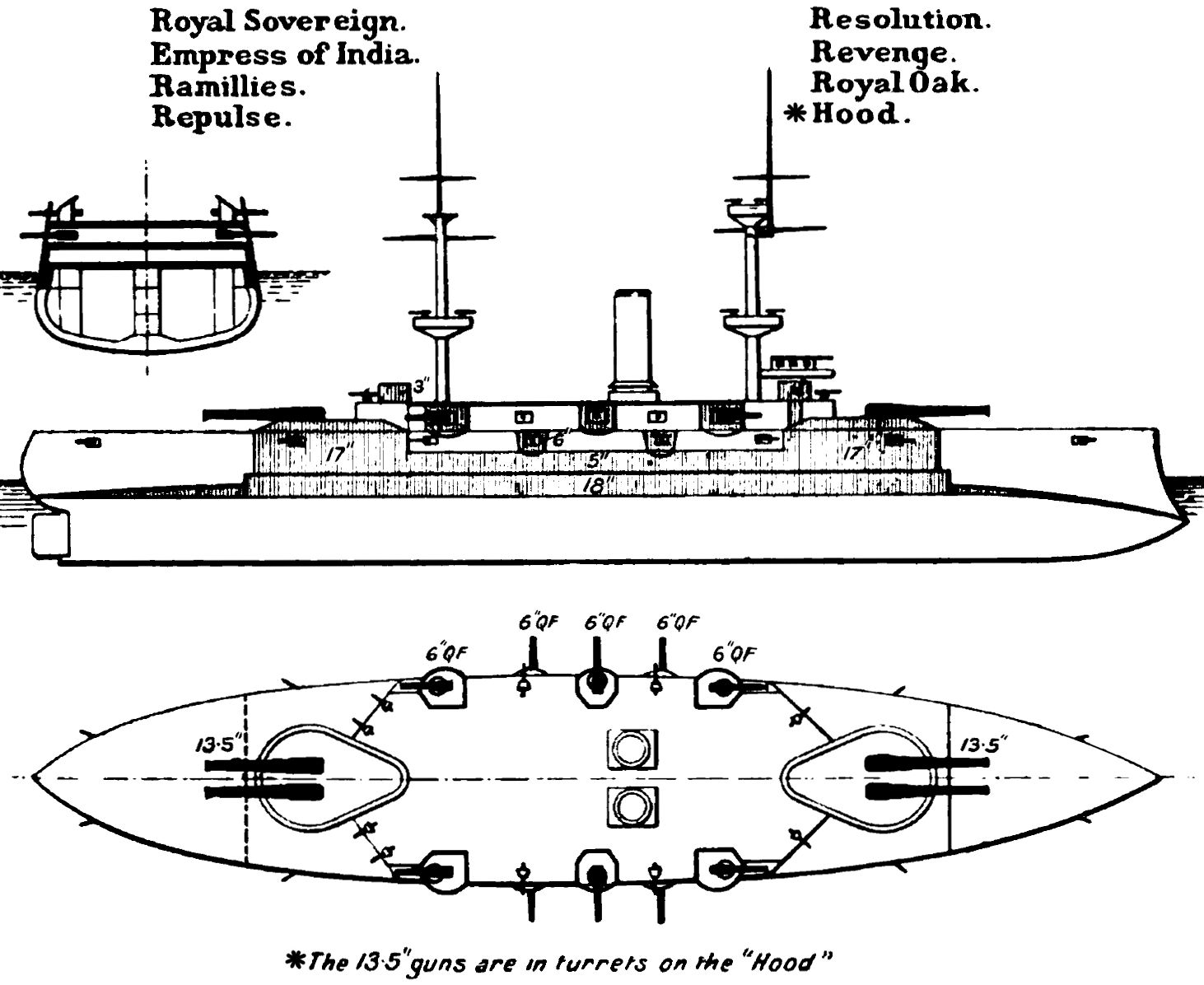
Royal-Sovereign-Klasse aus Brassey’s Marine-Jahrbuch 1906

Das Schiff hatte eine Gesamtlänge von 125 m, eine Länge zwischen den Loten von 115,80 m, eine Breite von 22,90 m und einen Tiefgang von 8,40 m. Die Verdrängung lag zwischen 14.490 t und 15.098 t. Ihre Besatzung bestand aus 670 Offizieren und Mannschaften.

### Antrieb
Die Resolution war mit zwei Humphrys & Tennant 3 Zyl.- Verbunddampfmaschinen ausgestattet, die jeweils eine Welle antrieben und insgesamt 9.000 Shp (6.619 kW) entwickelten, mit der sie eine Höchstgeschwindigkeit von 16 Knoten (30 km/h) erreichte. Der Dampf wurde von acht Zylinderkesseln geliefert. Das Schiff konnte maximal 1.513 t Kohle mitführen, was ihm bei 10 Knoten (19 km/h) eine Reichweite von 4.720 Seemeilen (8.740 km) ermöglichte. Durch Zwangsbelüftung (forced draft) erhöhte sich die Leistung auf 11.000 PS (8.200 kW) und die Höchstgeschwindigkeit auf 17,5 Knoten (32,4 km/h).

### Bewaffnung
Die Hauptbewaffnung bestand aus vier 343-mm-Geschützen in zwei Zwillingsgeschützbarbetten, je eine vor und hinter den Aufbauten. Jede Kanone war mit 80 Schuss bestückt. Die von diesen Geschützen abgefeuerten 570 kg schweren Granaten konnten mit einer Ladung von 290 kg rauchlosem prismatischem Pulver 711 mm Schmiedeeisen auf 910 m durchschlagen. Die Geschütze hatten bei einer maximalen Elevation von 13,5 Grad und einer Mündungsgeschwindigkeit von 614 m/s eine Reichweite von 10.930 m. Die Sekundärbewaffnung bestand aus zehn 152-mm-Schnellfeuergeschützen in Kasematten, fünf auf jeder Breitseite. Die Kanonen hatten bei einer maximalen Elevation von 15 Grad und einer Mündungsgeschwindigkeit von 680 m/s eine Reichweite von 9.140 m. Zur Abwehr von Torpedobooten waren sechzehn 57-mm- und zwölf 47-mm-Hotchkiss-Kanonen sowie acht 8-mm-Maxim-Maschinengewehre installiert. Außerdem verfügte die Resolution über sieben Torpedorohre mit 457 mm Durchmesser.

### Panzerung
Die Resolution hatte einen Panzergürtel aus Compoundpanzerung. Er erstreckte sich über 76 m von der vorderen zu der Barbette achtern. Mittschiffs war er zwischen 457 mm dick und verjüngte sich nach vorn und achtern auf 356 mm, wo er in 406-mm-Querschotten vorn und 356 mm achtern endete. Darüber verlief ein 101 mm dicker Plankengang, der sich mittschiffs 46 m von der Innenseite der vorderen bis zur Innenseite der Barbette achtern erstreckte. Die Barbetten waren zwischen 406 und 431 mm dick. Die Kasematten der 152-mm-Kanonen waren mit 101 mm gepanzert. Der vordere Kommandoturm war mit 304 bis 355 mm gepanzert und der hintere war rundherum mit 76 mm Panzerplatten geschützt. Das Schiff hatte zwei gepanzerte Decks mit einer Panzerung von 64 mm und 76 mm.